# 查斯基

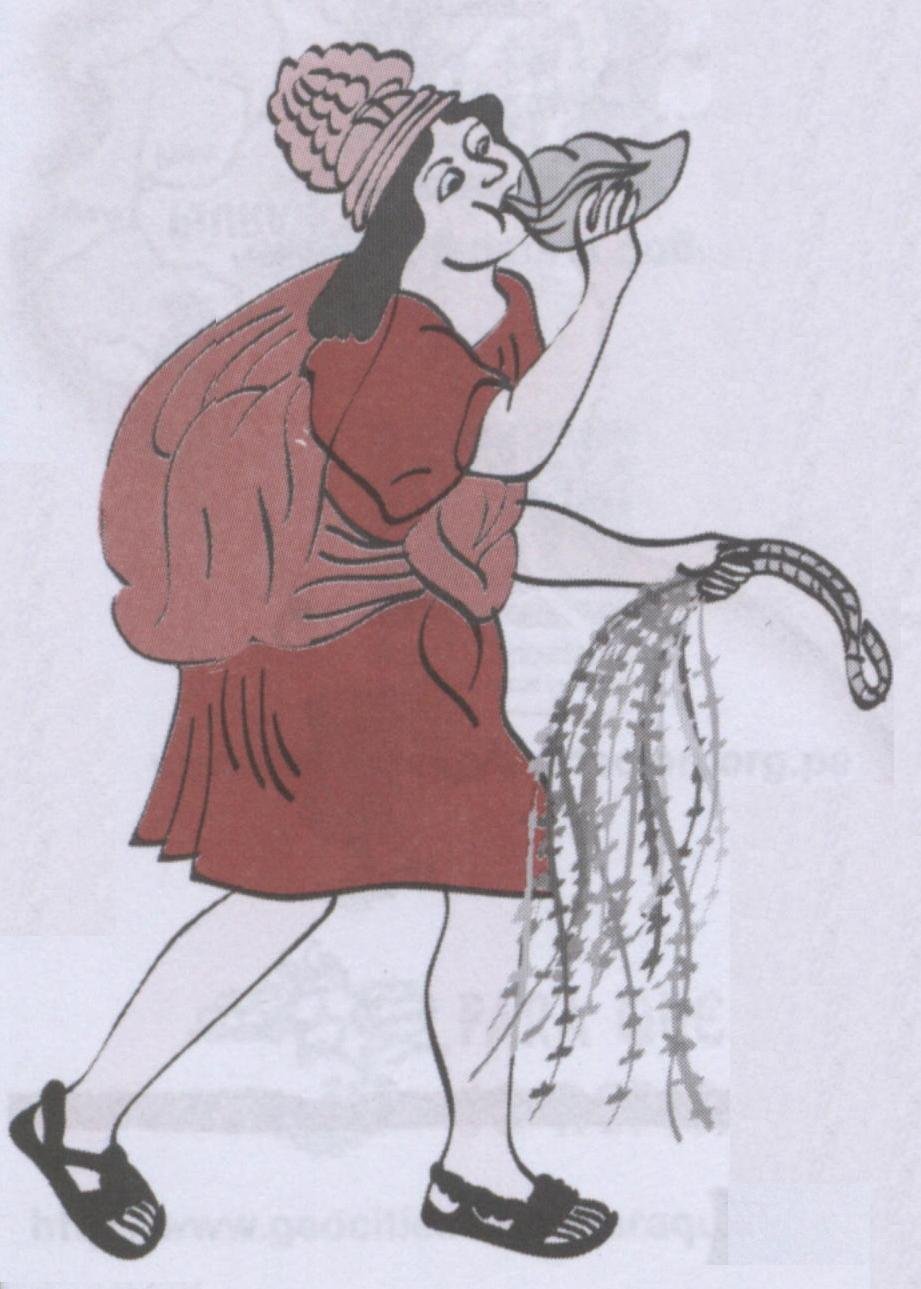
手持螺号（pututu）、奇普，身背行囊（qipi）的查斯基

查斯基（西班牙語：Chasqui，也被译作海螺信使）是印加帝国对邮差、送信员的称呼，意为“交换”或者“传出和接收”，还有说法是意为“接收东西的人”或者“从事交换的人”。印加帝国在各个省份的道路沿途设置查斯基，每隔四分之一莱瓜派驻四至六名查斯基，他们都是经训练、行动敏捷的年轻力壮者，住在大路旁边的茅屋中。互相接力以传递信息。他们传递的信息可以是口头的，也可以是由绳结（奇普）记录的公文，另外还可用烽火的方式传递消息。据称，一封发自厄瓜多尔基多的信件在10天之内就可以送达库斯科，其中每人需要跑动200公里，是当时世界上最快的信使。另外，查斯基组成的邮政系统还可以用于传递一些物品，可以将来自沿海地区的新鲜的鱼、来自海滨炎热地区的水果、野味等在一天之内送至在深山中的首都库斯科。

## 文化影响
查斯基在今日是安第斯地区的文化符号之一，有很多组织、媒体及乐队以“查斯基”命名。2004年美洲国家杯的吉祥物即是查斯基的形象，因为当年的主办国为秘鲁。秘鲁国立工程大学2014年所发射的卫星查斯基一号即是得名自查斯基。